# Камак Вилиџ (Арканзас)
Камак Вилиџ (енгл. Cammack Village) град је у америчкој савезној држави Арканзас.

## Демографија
По попису из 2010. године број становника је 768, што је 63 (-7,6%) становника мање него 2000. године.
| Група             | 2000.       | 2010.       |
| Белци             | 804 (96,8%) | 730 (95,1%) |
| Афроамериканци    | 8 (1,0%)    | 4 (0,5%)    |
| Азијати           | 2 (0,2%)    | 9 (1,2%)    |
| Хиспаноамериканци | 12 (1,4%)   | 18 (2,3%)   |
| Укупно            | 831         | 768         |